# Golf von Tadjoura
Der Golf von Tadjoura (arabisch خليج تدجورا Chalīdsch Taddschūrā, DMG Ḫalīǧ Tadǧūrā, Somali Badda Tajuura) ist ein Golf des Indischen Ozeans am Horn von Afrika. 
Er liegt südlich des Bab al-Mandab, der den Eingang zum Roten Meer bildet. Er ist 58 km lang und am Eingang bis zu 24 km breit. Hauptanrainerstaat ist Dschibuti, im Süden grenzt der Golf auch knapp an die Küste Somalias. Im Westen des Golfs liegt durch die Bucht Ghoubbet-el-Kharab mit den vulkanischen Teufelsinseln. Die Ghoubet-Straße ist an der engsten Stelle nur 850 Meter breit, einschließlich der in der Meeresstraße gelegenen Insel Abou Mâya.
Der Golf von Tadjoura liegt direkt an der Afar-Tiefebene, die sich teilweise weit unter das Niveau des Meeresspiegels hinabsenkt.
Zu den Häfen am Golf von Tadjoura gehören Obock, Tadjoura und Dschibuti.
Am Eingang des Golfs liegen die Musha-Inseln.